# バスク系アルゼンチン人
アルゼンチンにおけるバスク移民は、19世紀末から20世紀初頭にバスク地方からアルゼンチンへの移民によって生まれた。バスク人は既にスペイン植民地としてのアルゼンチンの征服、開発と独立の時代から大きな役割を果たした。ブエノスアイレスの再建者であるフアン・デ・ガライはバスク人である。

## 歴史
アルゼンチンは1853年以後に積極的に移民を受け入れたため、バスク人の新たな渡航先となり、その大半は牧羊業で生計を立てた。1857年から1940年までの間に200万人以上のスペイン人がアルゼンチンに移民し、多くはガリシアと、フランスとスペインの国境地帯のピレネー山脈西部に位置するバスク地方からの移民だった。スペイン及びフランス双方からのバスク人（ナバラ人を含む）が、バスク人のディアスポラの一環としてアルゼンチンに辿り着いた。
1937年時点のアルゼンチン大統領はフランコ支持派のアグスティン・ペドロ・フストであり、フストはバスク人のアルゼンチン亡命に反対したため、スペイン内戦のゲルニカ爆撃で祖国を追われたバスク人はアルゼンチンに入国できなかった。スペイン内戦期にはアルゼンチンで様々なバスク人支援の動きが起こっている。1936年にはバスク支援評議会が結成され、1938年にはブエノスアイレスにバスク移民支援委員会が結成された。1939年にはバスク友好同盟が結成され、エウスコ・デイア紙が創刊された。フランコ派のバスク系アルゼンチン人が結成した評議会はバスク民族主義者の反対に遭って廃止された。1940年にはビスカヤ出身移民2世のロベルト・マリーア・オルティスがアルゼンチン大統領に就任し、多くのバスク人がアルゼンチンに亡命できるよう取り計らった。オルティスの後任であるラモン・カスティージョ大統領はバスク系ではなかったが、オルティス同様にバスク人に寛容な政策を執った。アルゼンチンに亡命したバスク人には工業都市であるギプスコア県エイバル出身者が多く、ハサミや自転車などの製造、機械修理工場などを営んだ。
第二次世界大戦期には「コリンズ」というアメリカ合衆国の外交官がアルゼンチンのバスク人センターでスパイ活動を行い、このことは後にアルゼンチン国内で大きな波紋を呼んだ。

## 特徴
現在のアルゼンチンにおけるバスク系人は5-10%と推定されている。多くのバスク移民の目的地はアルゼンチンであり、バスク文化がアルゼンチン文化に貢献するところは大きい。
ハイアライの競技場やバスク語の学校のような、バスク文化センター（Euskal Etxeak）が多くの主要都市に存在する。ブエノスアイレスにはラウラク・バット（Laurak Bat）と呼ばれる大きなバスクセンターや、バスク人である街の創設者から名づけられたフアン・デ・ガライ協会のような文化財団が存在する。レンダカリ（州首相）を始めとするスペインのバスク州の政治家がたびたびアルゼンチンを訪問し、バスク自治州政府はアルゼンチンに駐在員を置いている。
アルゼンチン最大の国際空港であるエセイサ国際空港があるエセイサなど、アルゼンチンの多くの地名がバスクの名前から採られている。シーサイドリゾートのブエノスアイレス州ネコチェアはバスク文化の主要な中心地であり、バスク語名である。フスト・ホセ・デ・ウルキサ、イポリト・イリゴージェン、ホセ・フェリクス・ウリブル、ペドロ・エウヘニオ・アランブルのようにバスク系の大統領も存在し、その他にもエバ・ペロン、チェ・ゲバラ、マクシマ・ソレギエタなどの名を挙げることが出来る。1853年から1943年までにアルゼンチン大統領は計22人いるが、うち10人はバスク系だった。15,000のバスク系の姓がアルゼンチンに存在する。

## 著名人物
- フアン・デ・ガライ - 16世紀。ブエノスアイレスとサンタフェの建設者。
- ドミンゴ・マルティネス・デ・イララ - 16世紀。リオ・デ・ラ・プラタ副王領統治者。
- ペドロ・デ・サラテ - 16世紀。サン・サルバドール・デ・フフイの建設者。
- フランシスコ・デ・アルガニャラス・イ・ムルギア - 16世紀。サン・サルバドール・デ・フフイの再建者。
- エステバン・デ・ウリサル・イ・アレスパコチャガ - 18世紀。インテンデンシア・サルタ・デル・トゥクマンの統治者。
- トマス・デ・アリグナガ - 19世紀。インテンデンシア・サルタ・デル・トゥクマンの統治者。
- ニコラス・セベロ・デ・イサスメンディ・イ・エチャラル - 19世紀。植民地統治者。
- ホセ・ベンハミン・ゴロスティアガ - 法曹・政治家。アルゼンチン憲法の主要な起草者。
- エル・バスコ・デ・ラ・カレティーリャ - 旅人。手押し車で22,300kmを旅した。
- フスト・ホセ・デ・ウルキーサ - 政治家。第3代アルゼンチン大統領（1854年-1860年）。
- イポリト・イリゴージェン - 政治家。第19代・第21代アルゼンチン大統領（1916年-1922年, 1928年-1930年）。
- ホセ・フェリクス・ウリブル - 政治家。第22代アルゼンチン大統領（1930年-1932年）。
- ペドロ・エウヘニオ・アランブル - 政治家。第31代アルゼンチン大統領（1955年-1958年）。
- セルヒオ・ウリバリ - 政治家。エントレ・リオス州知事。
- フアン・マヌエル・ウルトゥベイ - 政治家。サルタ州知事。
- チェ・ゲバラ - 革命家。
- エバ・ペロン - 女優・政治家。フアン・ペロンの妻（ファーストレディ）。
- マクシマ・ソレギエタ - オランダ王妃。ウィレム＝アレクサンダーの妻。
- セルヒオ・ゴイコチェア - サッカー選手。
- ゴンサロ・イグアイン - サッカー選手。
- エセキエル・ガライ - サッカー選手。
- ルイス・アラタ - 俳優。
- アドリアーナ・アギーレ - 踊り子・女優。
- オルガ・スバリー - 女優。
- エクトル・アルメンダリス - 俳優。
- ベイビー・エチェコパル - 演出家・コメディアン。
- メス・ウルティスベレア - ミュージシャン・俳優・著作家・演出家・コメディアン。
- ダニエル・アラオス - 演出家・映画監督・プロデューサー・俳優。
- パブロ・エチャリ - 俳優。
- イバン・エスペチェ - 俳優。
- マリアーナ・エスノス - 女優・歌手。
- サブリーナ・ガルシアレーナ - 女優。
- ウーゴ・アラーナ - 俳優。
- ファクンド・アラーナ - 俳優・ミュージシャン。
- マリア・ベレン・アランブル - ジャーナリスト・政治学教授・テレビやラジオ司会者。
- カルロス・ウーゴ・アスタライン - ジャーナリスト・著作家。
- ベティ・エリサルデ - ジャーナリスト・ラジオパーソナリティ。
- アグスティン・イルスタ - 俳優・タンゴ歌手・作詞家・作曲家。
- ロシオ・イガルサバル - 女優・歌手・モデル。